# Nematobrachion flexipes
Nematobrachion flexipes är en kräftdjursart som först beskrevs av Ortmann 1893.  Nematobrachion flexipes ingår i släktet Nematobrachion och familjen lysräkor. Inga underarter finns listade i Catalogue of Life.